# Jeff Agoos
Jeffrey Alan "Jeff" Agoos (Genève, 2 mei 1968) is een voormalig Amerikaans voetballer. Hij debuteerde in 1988 voor het Verenigde Staten, waarvoor hij 134 interlands speelde.

## Loopbaan

### Clubcarrière
Agoos werd geboren in Zwitserland omdat zijn vader bij Caterpillar Construction Company werkte. Hij groeide op in Texas en sloot zich in 1986 aan bij University of Virginia, waar hij vier jaar onder de leiding van Bruce Arena speelde. Nadat hij afstudeerde, ging hij voor Maryland Bays spelen. Na het WK 1994 kwam hij even uit voor Los Angeles Salsa, alvorens de overstap te maken naar het Duitse SV Wehen Wiesbaden.
In 1995 werd hij even de assistent van Bruce Arena bij zijn ex-club University of Virginia, alvorens hem in 1996 te volgen naar DC United. Agoos bleef vier jaar bij DC United en won tal van prijzen met de club, waaronder drie keer de MLS Cup. Na een korte uitleenbeurt aan West Bromwich speelde hij van 2001 tot 2004 voor het Mexicaanse SJ Earthquakes, waarmee hij ook twee keer de MLS Cup won - hierdoor is hij de enige speler die vijfmaal de MLS Cup won. Zijn laatste club was MetroStars, waar hij op 8 december 2005 een punt achter zijn spelerscarrière zette.

### Interlandcarrière
Agoos maakte op 10 januari 1988 zijn debuut voor het Amerikaans voetbalelftal in een wedstrijd tegen Guatemala. Agoos behoorde net niet tot de selectie voor het WK 1994. Hij werd geselecteerd voor het WK 1998, maar kwam er geen minuut in actie. Op het WK 2002 speelde hij drie wedstrijden.
Agoos speelde uiteindelijk 134 interlands voor de Verenigde Staten, enkel Cobi Jones (164) en Landon Donovan (157) kwamen vaker uit voor de nationale ploeg.

### Na zijn spelerscarrière
Agoos werd op 1 januari 2007 technisch directeur bij New York Red Bulls, waar Bruce Arena toen trainer was. Op 7 januari 2008 werd hij gepromoveerd tot sportief directeur, een job die hij vervulde tot 2009.

## Erelijst
Als speler
| Competitie             |           |                  |           |           |
| Competitie             | Aantal    | Jaren            |           |           |
| DC United              | DC United | DC United        | DC United | DC United |
| ---------------------- | --------- | ---------------- | --------- | --------- |
| CONCACAF Champions Cup | 1x        | 1998             |           |           |
| Copa Interamericana    | 1x        | 1998             |           |           |
| MLS Cup                | 3x        | 1996, 1997, 1999 |           |           |
| MLS Supporters' Shield | 2x        | 1997, 1999       |           |           |
| Lamar Hunt US Open Cup | 1x        | 1996             |           |           |
| San José Earthquakes   |           |                  |           |           |
| MLS Cup                | 2x        | 2001, 2003       |           |           |

| Competitie        | Winnaar          | Winnaar          | Runner-up        | Runner-up        | Derde            | Derde            |
| Competitie        | Aantal           | Jaren            | Aantal           | Jaren            | Aantal           | Jaren            |
| Verenigde Staten  | Verenigde Staten | Verenigde Staten | Verenigde Staten | Verenigde Staten | Verenigde Staten | Verenigde Staten |
| ----------------- | ---------------- | ---------------- | ---------------- | ---------------- | ---------------- | ---------------- |
| CONCACAF Gold Cup | 1x               | 2002             |                  |                  |                  |                  |

Individueel
- MLS-verdediger van het jaar: 2001